# クロルフェニラミン
クロルフェニラミン（英: chlorpheniramine、chlorphenamine）は、第一世代のアルキルアミン系ヒスタミン受容体拮抗薬の一つである。H1受容体に競合的に拮抗することにより炎症、気道分泌を抑制する。鎮静作用は他の第一世代抗ヒスタミン薬に比べて弱い。油状。
クロルフェニラミンはフェニラミン系薬剤の一つとされる。同系統の他の薬剤に、フェニラミン、フルオロフェニラミン、 d-クロルフェニラミン、ブロモフェニラミン、d-ブロモフェニラミン、デスクロルフェニラミン, トリプロリジン、ヨードフェニラミンがある。ハロゲン化アルキルアミン系抗ヒスタミン薬は全て光学活性中心を持つ。クロルフェニラミンはラセミ体であり、d-クロルフェニラミンは右旋性の立体異性体を分離した製剤である。
抗コリン作用のため、アルツハイマー型認知症や他の認知症を、クロルフェニラミンや他の第一世代抗ヒスタミン薬が増悪させるため、継続して用いることは推奨されない。。

## セロトニン作動性作用
ヒスタミンH1受容体（HRH1）の阻害薬であると同時に、クロルフェニラミンは セロトニン再取り込み阻害薬（SRI）としての効果も持つ。同系統の抗ヒスタミン薬であるブロモフェニラミンは、選択的セロトニン再取り込み阻害薬（SSRI）の一つであるジメリジンの発見につながった。しかしながらクロルフェニラミンのSRIとしての臨床的裏付けは限られている。
フィッシャー344ラットとBrown Norwayラットの第一世代混血ラットを用いた実験で、クロルフェニラミンを脳室内投与すると、恐怖関連行動の減少と迷路実験の成績向上が見られた。またクロルフェニラミンの長期投与で加齢に伴う運動機能低下を低減した。

## 他剤との併用
クロルフェニラミンはしばしばアレルギー治療のため、抗ヒスタミン作用と充血除去作用の両方を有するフェニルプロパノールアミンと併用される。しかし米国では若年女性の脳卒中リスクを増加させるとの研究が公表されて以降は使用できない。クロルフェニラミンにはその様なリスクはない。
クロルフェニラミンと麻薬の一種であるヒドロコドンとの合剤が米国で承認されており、成人および6歳以上の小児の咳嗽ならびにアレルギーおよび感冒に関する上気道の諸症状緩和に用いられている。この合剤は徐放性で効果が12時間持続するが、一般の麻薬性鎮咳薬の効果持続時間は4〜6時間である。
クロルフェニラミン・ジヒドロコデイン速放シロップが市販されている。抗ヒスタミン効果はアレルギーや咳嗽を伴う風邪に有用である。ジヒドロコデインも麻薬性鎮咳薬の一つであり、クロルフェニラミンは鎮咳作用、鎮痛作用等を増強している。世界各地で、鎮咳薬、風邪薬としてクロルフェニラミン・ジヒドロコデイン合剤が用いられている。
クロルフェニラミンと鎮咳薬のデキストロメトルファンの合剤もある。

## 副作用
d-クロルフェニラミンマレイン酸塩（下記「マレイン酸塩」節参照）の副作用の内、重大なものとされているのは、ショック、痙攣、錯乱、再生不良性貧血、無顆粒球症である（いずれも頻度不明）。
5%以上（または頻度不明）に発現する副作用は、発疹、光線過敏症、鎮静、神経過敏、頭痛、焦燥感、複視、眠気、不眠、めまい、耳鳴、前庭障害、多幸症、情緒不安、ヒステリー、振戦、神経炎、協調異常、感覚異常、霧視、口渇、胸焼け、食欲不振、悪心・嘔吐、腹痛、便秘、下痢、頻尿、排尿困難、尿閉、低血圧、心悸亢進、頻脈、期外収縮、鼻および気道の乾燥、気管分泌液の粘性化、喘鳴、鼻閉、溶血性貧血、AST(GOT)上昇、ALT(GPT)上昇、Al-P上昇、悪寒、発汗異常、疲労感、胸痛、月経異常である。

## マレイン酸塩
日本薬局方第一部収載品で一般名はクロルフェニラミンマレイン酸塩である。日本で承認されている（dl-, d-）クロルフェニラミン製剤はマレイン酸塩のみである。
IUPAC名 N-[(RS)-3-(4-Chlorophenyl)-3-pyridine-2-ylpropyl]-N,N-dimethylamine monomaleate。CAS登録番号 [113-92-8]。外観・性状は白色の微細な結晶で、においはなく、味は苦い。酢酸 (100%) に極めて溶けやすく、水またはメタノールに溶けやすく、エタノール (99.5%) にやや溶けやすい。また、ジエチルエーテルにほとんど溶けない。融点 は130〜135℃。
妊婦に処方可能な抗ヒスタミン剤として第一選択薬である。
商品名としてポララミン錠2mg（高田製薬）等、延べ47製剤（配合剤を含む）があり、ラセミ体とd-体の製剤が混在している。

現在徐放剤として販売されているのはd-クロルフェニラミンマレイン酸塩徐放錠6mg(旧名称:ネオマレルミンTR)(武田薬品工業販売)のみである。
徐放錠の効能・効果

- 感冒等上気道炎に伴うくしゃみ・鼻汁・咳嗽、アレルギー性鼻炎、血管運動性鼻炎、枯草熱
- 皮膚疾患に伴うそう痒（湿疹・皮膚炎、皮膚そう痒症）、じん麻疹

徐放錠の用法・用量

- d-クロルフェニラミンマレイン酸塩として、通常成人1回6mgを1日2回経口投与する。なお、年齢・症状により適宜増減する。